# Kościoły rzymskokatolickie w Lublinie
Kościoły rzymskokatolickie w Lublinie:

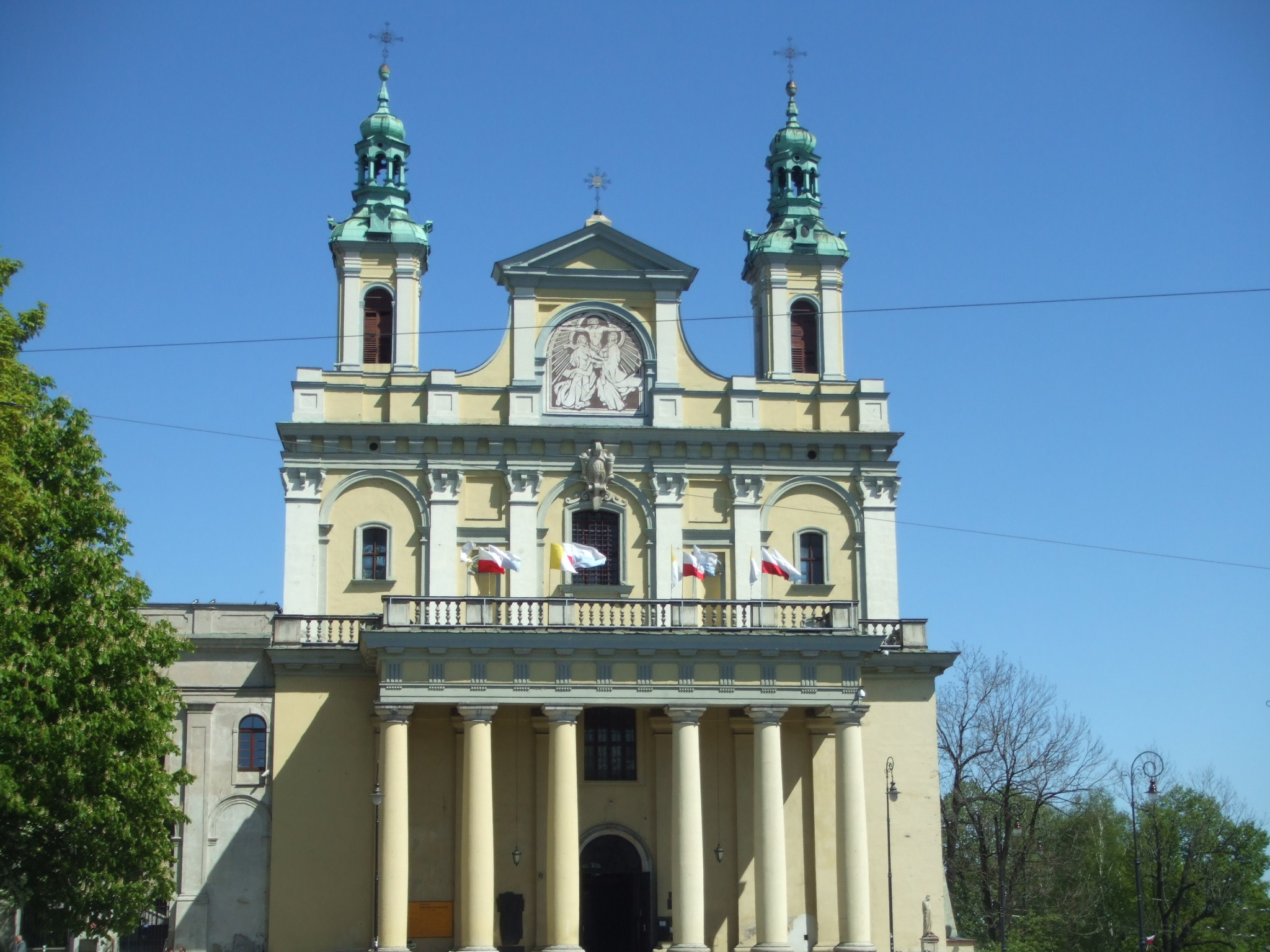
Dekanat śródmiejski – Archikatedra św. Jana Chrzciciela i św. Jana Ewangelisty przy ul. Królewskiej

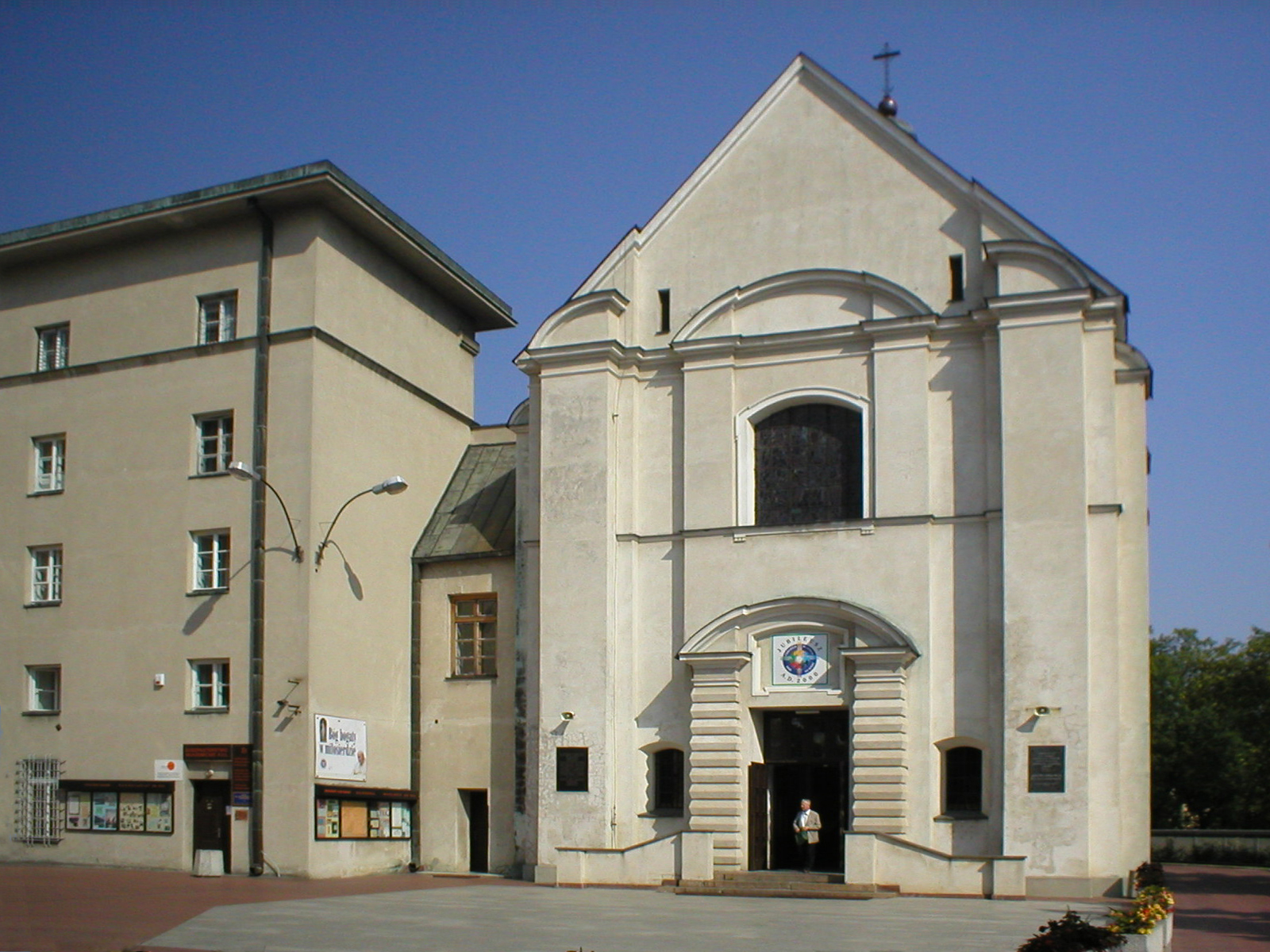
Dekanat śródmiejski – akademicki kościół pw. Świętego Krzyża (KUL) przy Al. Racławickich

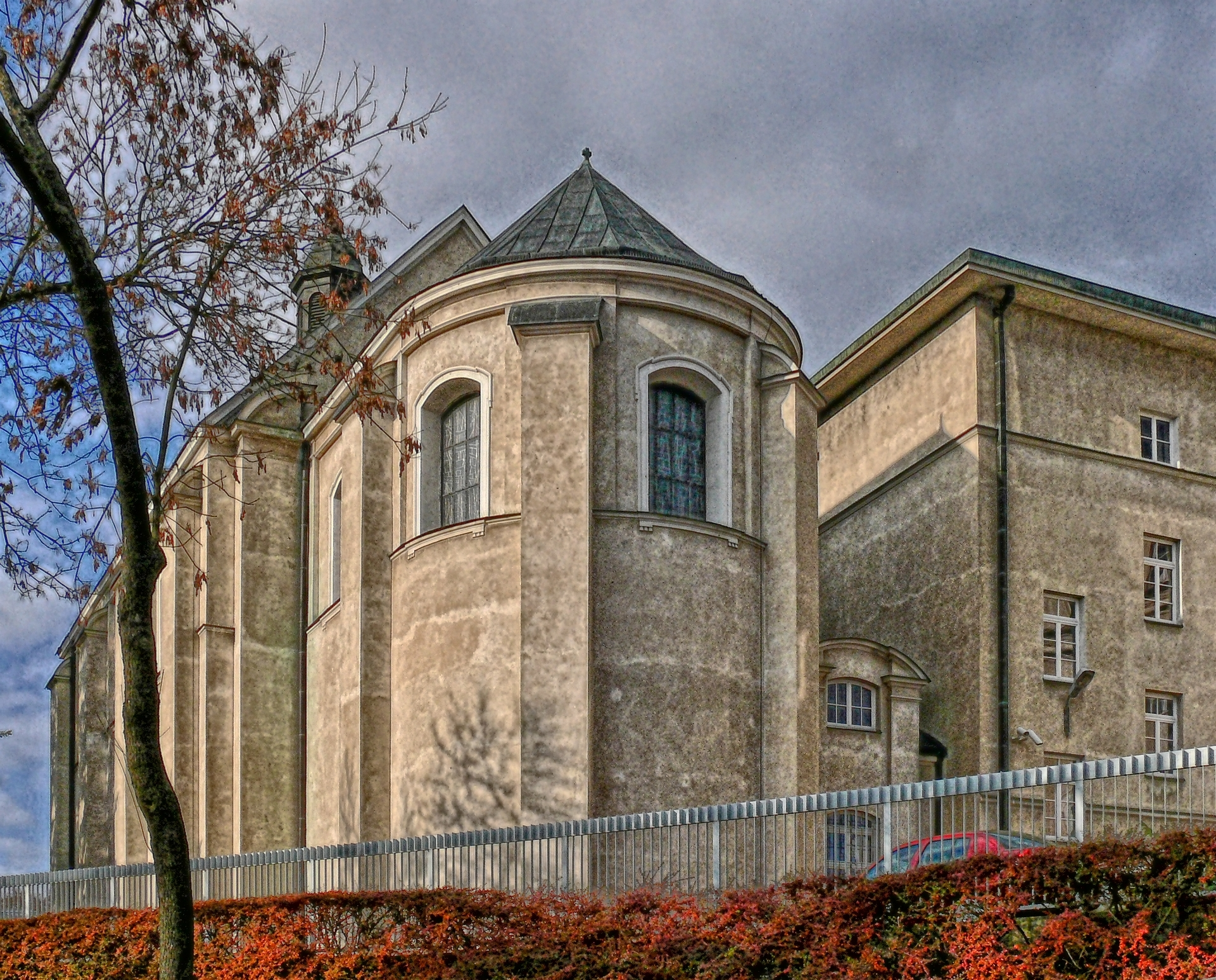
kościół akademicki od tyłu

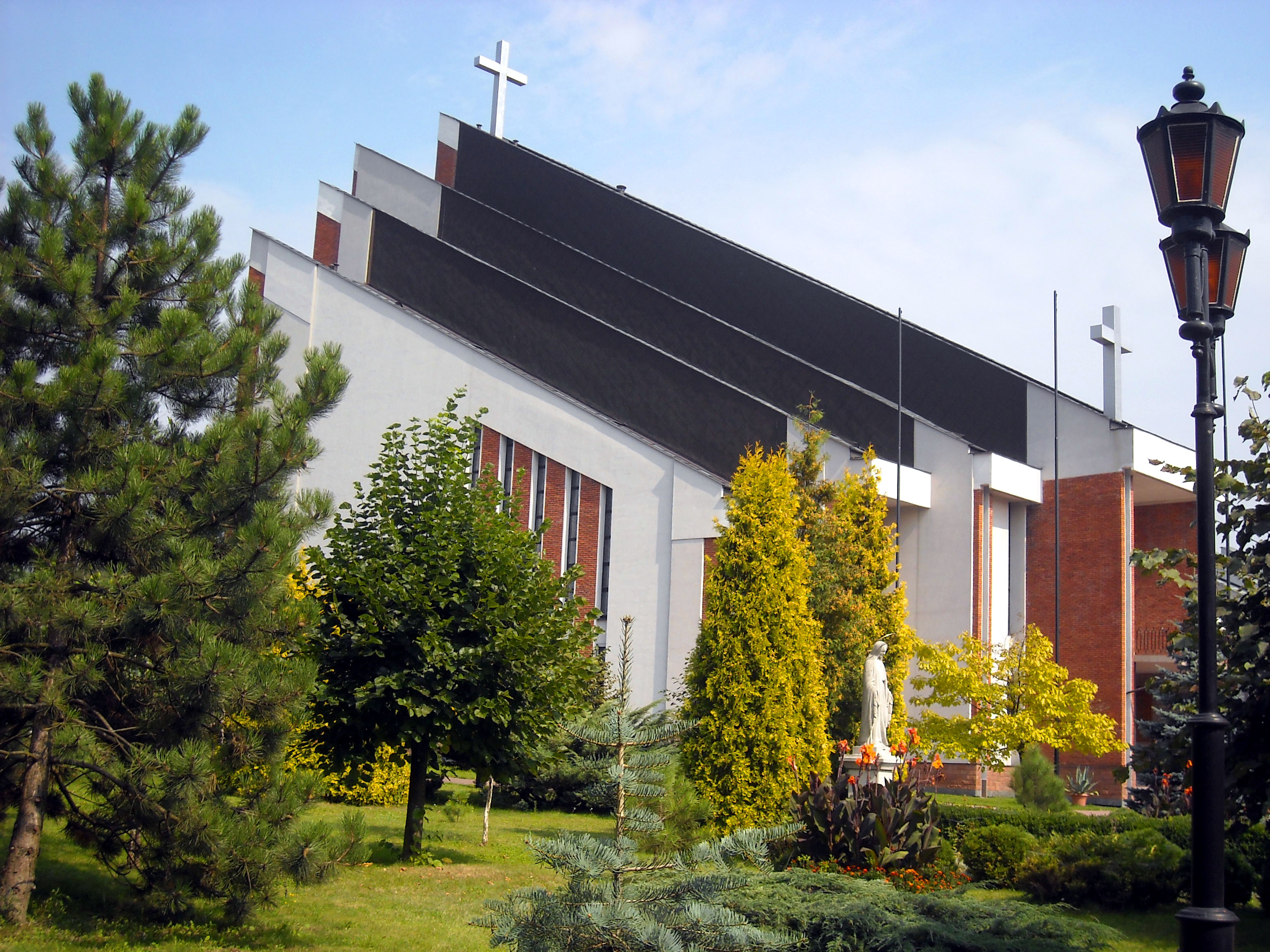
Dekanat południowy – rzymskokatolicki kościół parafialny pw. Miłosierdzia Bożego przy ul. Nałkowskich (dzielnica Wrotków)

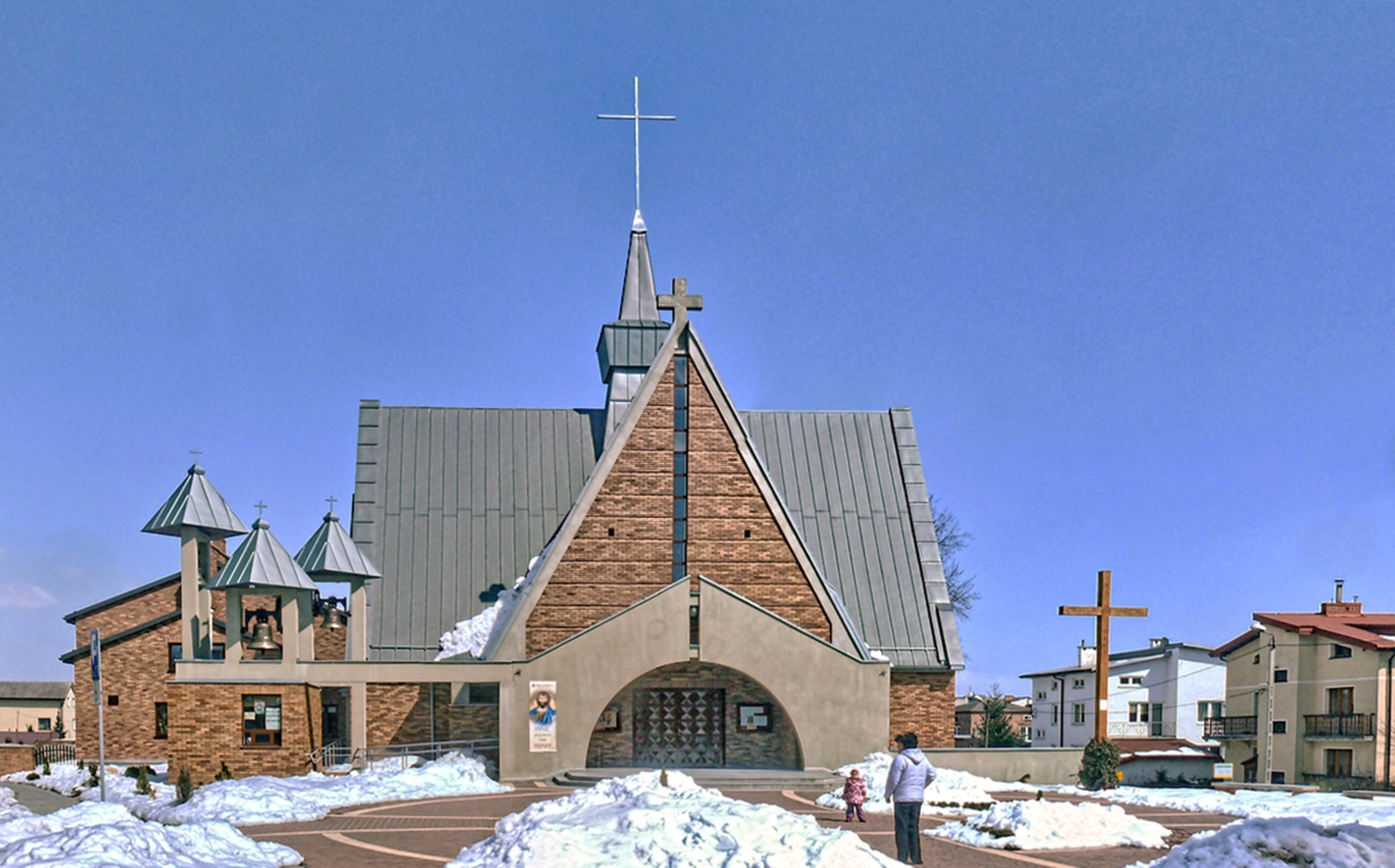
Kościół Chrystusa Króla

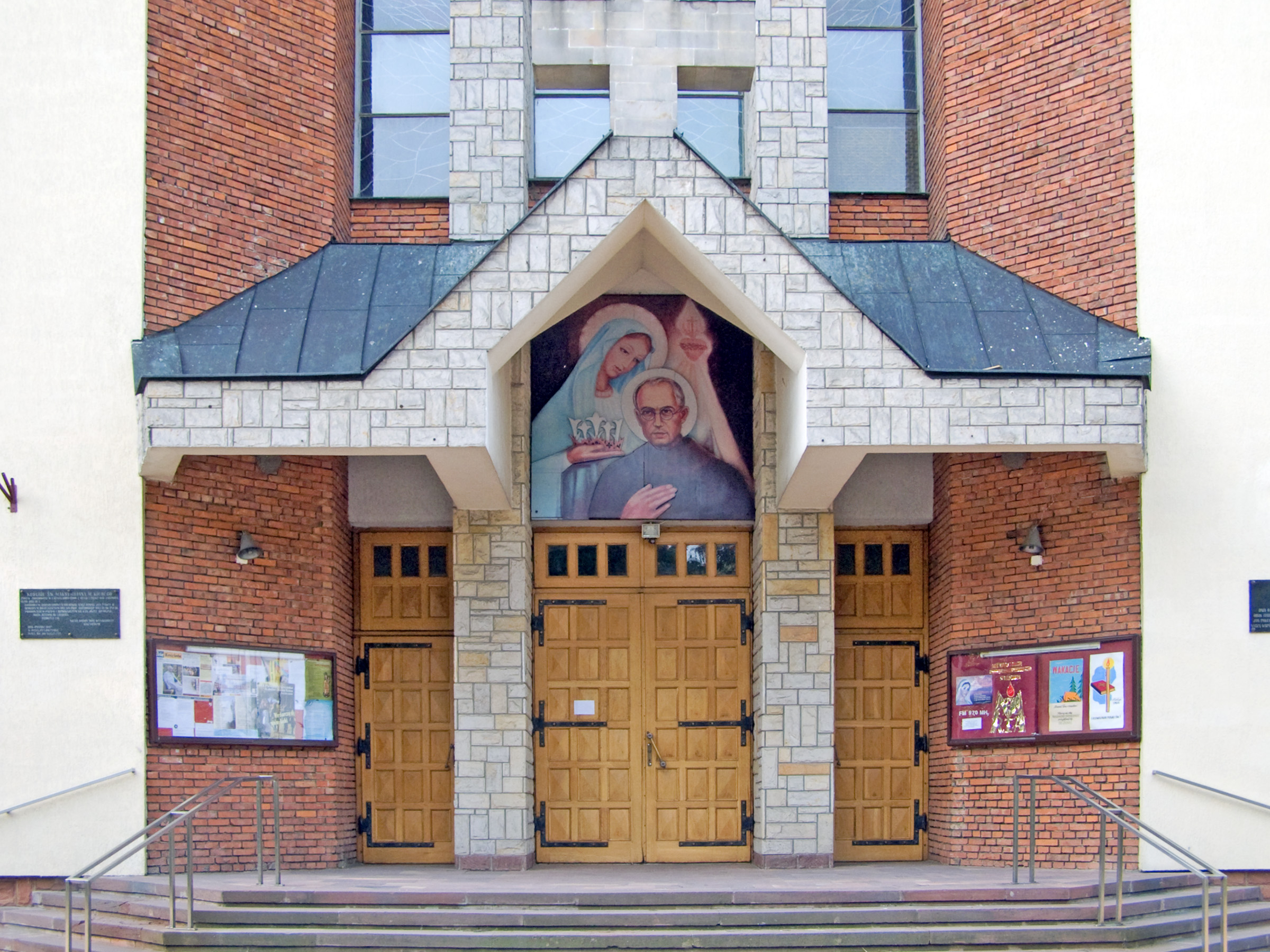
Dekanat wschodni – kościół parafialny pw. św. Maksymiliana Marii Kolbe przy ul. Droga Męczenników Majdanka

## Dekanat południowy
- pw. Najświętszego Serca Jezusowego
- pw. św. Jakuba Apostoła
- pw. Miłosierdzia Bożego – zob. zdjęcia
- pw. św. Teresy od Dzieciątka Jezus
- pw. Matki Bożej Fatimskiej
- pw. św. Jana Pawła II

## Dekanat północny
- pw. NMP Nieustającej Pomocy
- pw. Dobrego Pasterza
- pw. Wieczerzy Pańskiej
- pw. św. Alberta Chmielowskiego
- pw. św. Andrzeja Boboli
- pw. św. Jadwigi Królowej
- pw. św. Stanisława BM

## Dekanat zachodni
- pw. MB Różańcowej
- pw. św. Rodziny
- pw. Niepokalanego Serca Maryi i św. Franciszka
- pw. Przemienienia Pańskiego
- pw. Trójcy Świętej
- pw. św. Józefa
- pw. bł. Urszuli Ledóchowskiej
- pw. św. Wojciecha BM
- pw. bł. Piotra Jerzego Frassati

## Dekanat śródmiejski
- pw. św. Jana Chrzciciela i św. Jana Ewangelisty
- pw. Niepokalanego Poczęcia NMP (garnizonowy)
- pw. Nawrócenia św. Pawła
- Kościół farny pw. św. Michała Archanioła w Lublinie
- pw. św. Mikołaja
- Klasztor Dominikanów powstał w 1253 r.
- pw. Świętego Ducha
- pw. Wniebowzięcia NMP Zwycięskiej
- pw. Św. Krzyża (akademicki)
- pw. św. Wojciecha BM (dom rektoralny)
- pw. św. Jozafata
- pw. św. Eliasza Proroka (oo. karmelici)
- pw. bł. bpa Władysława Gorala
- pw. św. Pawła Apostoła
- pw. św. Piotra Apostoła (oo. jezuici)
- pw. św. Józefa Oblubieńca NMP (oo. karmelici bosi)
- pw. św. Piotra i Pawła (oo. kapucyni)

## Dekanat wschodni
- pw. MB Królowej Polski
- pw. Niepokalanego Poczęcia NMP
- pw. św. Agnieszki
- pw. Najświętszego Zbawiciela
- pw. św. Maksymiliana
- pw. Chrystusa Króla
- pw. św. Antoniego Padewskiego
- pw. św. Krzyża
- pw. MB Wspomożenia Wiernych
- pw. Trójcy Przenajświętszej
- pw. św. Ojca Pio